# Hadrothemis infesta
Hadrothemis infesta – gatunek ważki z rodziny ważkowatych (Libellulidae).